# Dactylocythere macroholca
Dactylocythere macroholca är en kräftdjursart som beskrevs av Hobbs och Hobbs III 1970. Dactylocythere macroholca ingår i släktet Dactylocythere och familjen Entocytheridae. Inga underarter finns listade i Catalogue of Life.